# Monarda viridissima
Monarda viridissima är en kransblommig växtart som beskrevs av Donovan Stewart Correll. Monarda viridissima ingår i släktet temyntor, och familjen kransblommiga växter. Inga underarter finns listade i Catalogue of Life.